# Tschandala
Tschandala (antiga transcrição alemã de chandala) é um termo que Friedrich Nietzsche tomou emprestado do sistema de castas indiano, onde um Tschandala é membro da classe social mais baixa. A interpretação e uso do termo por Nietzsche baseou-se na tradução de 'Manusamriti' por Max Muller.

## O uso do termo por Nietzsche
Nietzsche usa o termo "Tschandala" no Götzen-Dämmerung (Crepúsculo dos ídolos) e Der Antichrist (O Anticristo). Aqui ele usa a "lei de Manu" com seu sistema de castas como um exemplo de um tipo de moralidade, de "criação", em oposição à versão cristã da moralidade que tenta "domar" o homem.
A princípio, Nietzsche descreve métodos de tentativas cristãs para "melhorar" a humanidade. Como metáfora, ele usa um animal treinado em um zoológico que se diz "melhorado", mas que na realidade perdeu vitalidade e está apenas enfraquecido. Exatamente dessa maneira, diz Nietzsche, o cristianismo "domesticou" as raças teutônicas.

A lei de Manu, por outro lado, tenta organizar os grupos sociais criando quatro castas de pessoas. Nietzsche deplora este tipo de moralidade, a do "criador", tal como o faz o "domador de animais" (cristão), visto que se opõe a toda "moralidade". No entanto, ele prefere isso à "moralidade do escravo" cristã. Em sua opinião, os decretos humilhantes e opressores contra os Tschandala são um meio defensivo de manter as castas puras:
No entanto, essa organização também achou necessário ser terrível—desta vez não na luta com os animais, mas com seu contra-conceito, o homem não-criado, o homem mishmash, o chandala. E, novamente, não havia outro meio para impedi-lo de ser perigoso, para torná-lo fraco, do que deixá-lo doente—era a luta com o grande número.
De acordo com Nietzsche, o Cristianismo é um produto do Judaísmo, a "religião Tschandala". Com isso ele quer dizer que o Judaísmo e o Cristianismo depois disso são a moralidade nascida do ódio dos oprimidos (como os Tschandala) por seus opressores:
O cristianismo, nascido de raízes judaicas e compreensível apenas como um crescimento neste solo, representa o contra-movimento a qualquer moralidade de criação, de raça, privilégio:—é a religião antiariana por excelência. Cristianismo, a reavaliação de todos os valores arianos, a vitória dos valores chandala, o evangelho pregado aos pobres e desprezíveis, a revolta geral de todos os oprimidos, os miseráveis, os fracassados, os menos favorecidos, contra a "raça": o chandala imortal o ódio como a religião do amor...
Em O Anticristo, Nietzsche novamente cita a lei de Manu e a favorece em um sentido relativo à moralidade judaico-cristã. Nietzsche descreve os homens "mais espirituais" e "mais fortes" que podem dizer "sim" a tudo, até mesmo à existência dos Tschandalas; e oposto a isso está o espírito invejoso e vingativo dos próprios Tschandalas (cf.moralidade senhor-escravo). Nietzsche também usa o termo Tschandala para alguns de seus oponentes, por exemplo, socialismo.

## Fonte falha de Nietzsche
A fonte de Nietzsche para a lei de Manu foi o livro Les législateurs religieux. Manou, Moïse, Mahomet (1876) do escritor francês Louis Jacolliot. De acordo com Annemarie Etter, esta tradução do Manusmriti não é confiável e difere amplamente de outras fontes. Por exemplo, o alto respeito que dá às mulheres, que Nietzsche cita em oposição à "misoginia cristã", de fato não está contido em nenhum dos textos usuais.
Em sua descrição e interpretação do "Tschandala", Nietzsche pode ter seguido uma longa nota de rodapé de Jacolliot, que fornece uma teoria "inacreditável, abstrusa e cientificamente completamente insustentável" (Etter). De acordo com Jacolliot, todos os povos semitas, especialmente os hebreus, são descendentes de tschandalas emigrados. Embora Nietzsche nunca diga isso diretamente, parece plausível que ele acreditasse na teoria de Jacolliot pelo menos até certo ponto, embora, como Etter aponta, Nietzsche pudesse facilmente falsificar várias das afirmações pseudocientíficas de Jacolliot. Ao fazer isso, ele pode ter aumentado o impacto da "admiração efusiva de Jacolliot pela sabedoria e civilização do antigo Oriente com um antisemitismo e anticristianismo mais ou menos aberto e pronunciado" (Etter).

## O uso do termo posteriormente
Embora Nietzsche tenha usado o termo Übermensch, em nenhum lugar de suas obras ele usa o Untermensch contrário, que no século XX se tornou um conceito notório na ideologia nazista racista, que era usado para raças e indivíduos que se percebiam "inferiores", como os judeus, ciganos e homossexuais. Nietzsche não era nacionalista, desprezava explicitamente a cultura alemã e também se autodenominava "anti-antisemita".

### Influência literária
Inspirado por Nietzsche, August Strindberg escreveu um romance chamado "Tschandala" em 1889.